# Грэм-Лейкс
Грейам-Лейкс (англ. Graham Lakes) — тауншип в округе Ноблс, Миннесота, США. На 2000 год его население составило 251 человек.

## География
По данным Бюро переписи населения США площадь тауншипа составляет 90,1 км², из которых 85,5 км² занимает суша, а 4,7 км² — вода (5,20 %).

## Демография
По данным переписи населения 2000 года здесь находились 251 человек, 86 домохозяйств и 66 семей.  Плотность населения —  2,9 чел./км².  На территории тауншипа расположено 93 постройки со средней плотностью 1,1 построек на км². Расовый состав населения: 99,60 % белых и 0,40 % приходится на две или более других рас.
Из 86 домохозяйств в 39,5 % воспитывались дети до 18 лет, в 76,7 % проживали супружеские пары и в 22,1 % домохозяйств проживали несемейные люди. 19,8 % домохозяйств состояли из одного человека, при том 10,5 % из — одиноких пожилых людей старше 65 лет. Средний размер домохозяйства — 2,92, а семьи — 3,42 человека.
33,9 % населения младше 18 лет, 4,0 % в возрасте от 18 до 24 лет, 25,9 % от 25 до 44, 24,7 % от 45 до 64 и 11,6 % старше 65 лет. Средний возраст — 38 лет. На каждые 100 женщин приходилось 93,1 мужчин.  На каждые 100 женщин старше 18 приходилось 93,0 мужчин.
Средний годовой доход домохозяйства составлял 36 750 долларов, а средний годовой доход семьи —  46 250 долларов. Средний доход мужчин —  35 000  долларов, в то время как у женщин — 23 125. Доход на душу населения составил 16 233 доллара. За чертой бедности находились 17,5 % семей и 24,3 % всего населения тауншипа, из которых 37,8 % младше 18 и 14,3 % старше 65 лет.